# Szymon Fürstenberg
Szymon Fürstenberg właściwie Szymcha Firsztenberg (ur. 28 lipca 1879 w Zawichoście, zm. 1943 w Auschwitz) – polski przemysłowiec żydowskiego pochodzenia.

## Życiorys
Szymon Fürstenberg (w akcie urodzenia: Szymcha Firsztenberg) urodził się w rodzinie Moszka Szymona i Chai Lai z domu Zylberberg. 31 grudnia 1900 r. ożenił się z pochodzącą z Kromołowa Heleną (Gincią Hindą) z domu Goldminc. Początkowo para zamieszkała w Kielcach, gdzie 14 września 1901 roku przyszła na świat córka Laja Leontyna, kilka lat później osiedliła się w Będzinie. Fürstenberg pracował w browarze Tropenhauer & Schweitzer jako księgowy. W czasie I wojny światowej otworzył sklep z gramofonami i meblami. Zarobione w ten sposób pieniądze zainwestował w przemysł browarniczy, uruchamiając browary w Grodźcu i w Zduńskiej Woli (ten drugi został kupiony w spółce z Józefem Ungerem). Po odzyskaniu przez Polskę niepodległości kupił hutę metali w Królewskiej Hucie. Wykorzystując krótki okres powojennej stabilizacji oraz zdobyte doświadczenie, Fürstenberg reaktywował Będzińską Walcownię Cynku, założoną w XIX w. przez Tillmanna i Oppenheima. W 1923 r. kupił źle prosperującą walcownię i został głównym akcjonariuszem założonej przez siebie spółki Polskie Zakłady Przemysłu Cynkowego Spółka Akcyjna w Będzinie. Rozbudowywana i modernizowana w latach 1923–1929 huta stała się jednym z największych zakładów tego typu w międzywojennej Polsce. Jego przedsiębiorstwo zatrudniało ponad tysiąc osób, z których wielu było Żydami, zwłaszcza w kierownictwie. Dbał o to, aby jego pracownicy mieli dobre warunki socjalne, budując dla nich specjalne lokale mieszkalne w pobliżu fabryki. Kupił budynek Banku Handlowego przy ul. Saczewskiego, zamieszkał w nim i tam założył główne biura swojego dużego przedsiębiorstwa.
Działał w Towarzystwie Dobroczynności, był wiceprzewodniczącym Rady Miejskiej (1927–1930), przewodniczącym gminy żydowskiej, prezesem klubu sportowego „Hakoach” i przewodniczącym Komitetu Pomocy Wysiedleńcom. W 1929 roku wybudował budynek gimnazjum Yavneh, istniejący i funkcjonujący jako liceum do dziś przy ul. Teatralnej. Na cześć fundatorów szkoła otrzymała nową nazwę: Koedukacyjne Gimnazjum im. Szymonostwa (Szymona i Heleny) Fürstenbergów.
Tuż po wybuchu II wojny światowej Fürstenbergowie wyjechali do Lwowa, ale w obawie przed Sowietami w 1941 r. uciekli do Warszawy. Chcąc się ratować, Helena i Szymon Fürstenbergowie zdobyli paszporty Hondurasu. Jako Żydzi z obywatelstwem Hondurasu zostali wysłani do obozu dla cudzoziemców w Bergen-Belsen, skąd Niemcy wywieźli ich w nieznane miejsce zagłady. Prawdopodobnie oboje zginęli w drodze lub po przybyciu do Auschwitz. W zagładzie zginęły też ich dwie córki wraz z rodzinami: Lola Saper (Lea, Leontyna; primo voto Perlberger) i Paulina (Pola, Perl); losy trzeciej córki, Róży Potok, są nieznane. Syn Fürstenbergów, dyr. inż. Jerzy Izydor (Iser), został w 1943 r. zabity przez żydowskie podziemie za kolaborację z Niemcami.